# Inkubator technologiczny

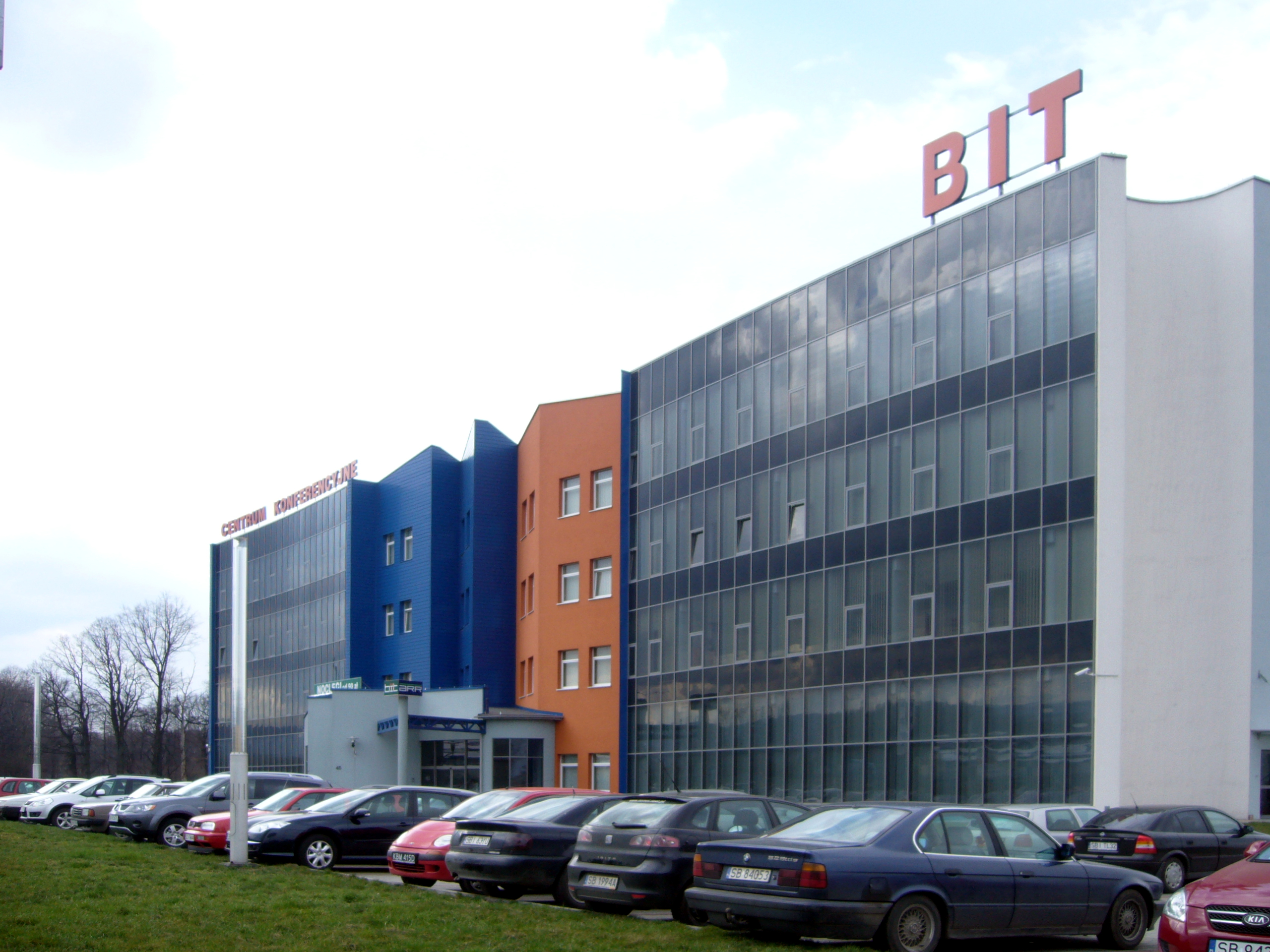
Budynek inkubatora technologicznego w Parku Przemysłowym i Usługowym w Bielsku-Białej

Inkubator technologiczny – wyodrębniona organizacyjnie jednostka, która zapewnia początkującym przedsiębiorcom z sektora małych i średnich przedsiębiorstw, w tym założycielom startupów, pomoc w uruchomieniu przedsiębiorstw oferujących produkty lub usługi powstałe w wyniku opracowania i wdrożenia nowych technologii. Jest rodzajem inkubatora przedsiębiorczości. 
Inkubatory technologiczne zwykle dysponują laboratoriami badawczymi i zaawansowaną infrastrukturę techniczną.
Pierwsze inkubatory technologiczne pojawiły się w Stanach Zjednoczonych już w połowie lat 60. W Europie pierwsze tego typu instytucje powstały w latach 70. Były miejscem wspierania lokalnej przedsiębiorczości, tworzenia miejsc pracy oraz formą zagospodarowania obiektów poprzemysłowych w regionach, które przeszły przemiany strukturalne. W Polsce pierwsze inkubatory pojawiły się w latach 90.